# Aleksandar Okolić
Aleksandar Okolić est un joueur serbe de volley-ball né le 26 juin 1993 à Modriča. Il joue central.

## Palmarès

### Clubs
Coupe de Serbie:
- 2009, 2011[2], 2013, 2014

Championnat de Serbie:
- 2012, 2013, 2014, 2015
- 2010
- 2009, 2011

Supercoupe de Serbie:
- 2011, 2012, 2013, 2014

Championnat d'Allemagne:
- 2017, 2018

### Équipe nationale
Championnat d'Europe des moins de 19 ans:
- 2011

Championnat du monde des moins de 19 ans:
- 2011

Ligue mondiale:
- 2016
- 2015

Hubert Jerzy Wagner Mémorial:
- 2016

Championnat d'Europe:
- 2017